# Hedrick Smith

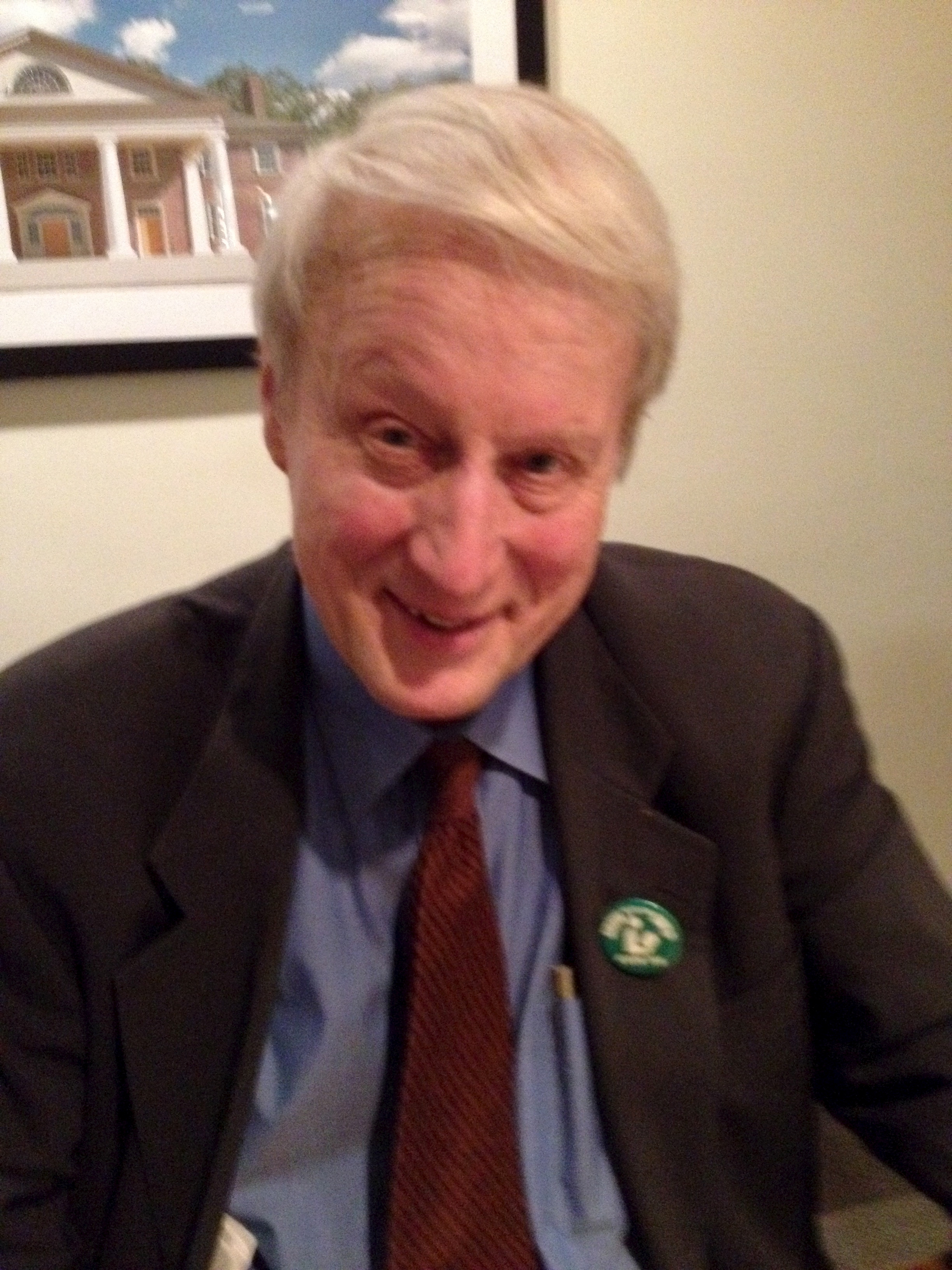
Hedrick Smith, 2014

Hedrick Laurence Smith (* 9. Juli 1933 in Kilmacolm) ist ein US-amerikanischer Journalist, Fernsehproduzent und Sachbuchautor britischer Herkunft.

## Leben und Wirken
Smith schloss ein Studium der amerikanischen Literatur und Geschichte 1955 mit dem Bachelorgrad ab. Es folgte ein Postgraduiertenstudium am Balliol College in Oxford als Fulbright-Stipendiat. Von 1956 bis 1959 diente er bei der United States Air Force. Danach arbeitete er bis 1962 für United Press International in Memphis, Nashville und Atlanta und war dann in verschiedenen Funktionen für die New York Times tätig, u. a. als Korrespondent in New York (1962–64 und 1966–71) und Kairo (1964–66), Büroleiter in Moskau (1971–74) und Washington (1976–79), Chefkorrespondent in Washington (1980–85) und Washington-Korrespondent des New York Times Magazine (1987–88). Er berichtete in dieser Zeit über Themen wie den Vietnamkrieg, die Bürgerrechtsbewegung in den USA, den Kalten Krieg und sechs amerikanische Präsidenten und ihre Regierung. Ab 1989 produzierte er Dokumentationen für den Public Broadcasting Service (PBS).
1971 gehörte Smith zu dem Team, das für die Veröffentlichung der Pentagon Papers mit einem Pulitzer-Preis ausgezeichnet wurde. Für seine Berichterstattung aus Moskau über die Sowjetunion und ihre Verbündeten in Osteuropa erhielt er 1974 den Pulitzer-Preis in der Kategorie International Reporting. Sein Buch The Russians, das auf seinen Moskauer Erfahrungen beruhte, wurde ein Bestseller in den USA.
Erfolgreich wurde auch sein zweites Buch The Power Game: How Washington Works, das zugleich Grundlage seiner ersten Dokumentation für PBS wurde. Dieser folgten Inside Gorbachev’s USSR (1990), Challenge to America, Surviving the Bottom Line, Duke Ellington’s Washington (2000) und   Rediscovering Dave Brubeck (2001). 25 Jahre war er Chefsprecher von Washington Week in Review und Spezialkorrespondent von The NewsHour with Jim Lehrer. In eigenen Produktionen (Challenge to America, 1994; Surviving the Bottom Line, 1998; Making School Works, 2005) befasste sich Smith mit dem amerikanischen Bildungssystem im Vergleich zu dem anderer Länder. 2012 erschien sein Buch Who Stole the American Dream?, in dem er die politischen und ökonomischen Entwicklungen der vergangenen 40 Jahre in den USA analysierte.